# Sensitive High Resolution Ion Microprobe
Die Sensitive High Resolution Ion Microprobe (kurz SHRIMP) ist ein Instrument auf der Basis eines doppelt fokussierenden Sekundärionen-Massenspektrometers (SIMS) mit großem Durchmesser. Das Instrument wird ebenso wie seine Nachfolger SHRIMP II und IV von der australischen Firma Australian Scientific Instruments (ASI) in Canberra produziert. Die SHRIMP-Mikrosonde benutzt einen Ionen-Strahl zur Erzeugung sekundärer Ionen, die vom Massenspektrometer nach ihrer Masse und Energie getrennt und in einem Zähler gesammelt werden. SHRIMP ist im eigentlichen Sinne kein Gattungsbegriff, sondern eine Produktbezeichnung von ASI.
Eine ähnliche Sekundärionen-Mikrosonde mit großem Magnetradius wird von der Firma Cameca in Paris unter dem Namen IMS1280-HR angeboten. Sie unterscheidet sich in ihrer zusätzlichen Funktion als Ionenmikroskop, also der Möglichkeit eine direkte massenselektierte Abbildung der Probe zu erstellen; einer verbesserten Massenauflösung und der Fähigkeit die Isotopenzusammensetzung in kleinen Partikeln automatisch zu messen. 

## Anwendungen
Das SHRIMP wird vor allem für geologische und geochemische Anwendungen eingesetzt. Es kann die Isotopen- und Elementverteilungen in Mineralen bis hinab zu einer Größe von 5 µm messen. Es ist daher gut geeignet für die Analyse von komplex aufgebauten Mineralen, wie sie oft in metamorphen Gesteinen, in manchen magmatischen Gesteinen und in detritischen Mineralen in Sedimentgesteinen angetroffen werden.
Die häufigste Anwendung ist die radiometrische Datierung mit Hilfe der Uran-Thorium-Blei-Methode, wobei das SHRIMP auch für die Analyse anderer Isotope und Elemente eingesetzt werden kann. 

## Isotopendatierung
Für die Uran-Thorium-Blei Datierung wird ein Strahl von Sauerstoff-Ionen (O2−) zunächst hinsichtlich seiner Masse analysiert, dann durch einen Kollimator geführt, und schließlich auf die Probe beschleunigt, um dort sekundäre Ionen loszuschlagen (Sputtering). Die sekundären Ionen werden im Instrument beschleunigt und jeweils die Menge der verschiedenen Uran-, Blei- und Thorium-Isotope gemessen. Zusammen mit ihnen wird als Referenz je ein Zirkonoxid- (Zr2O+) und ein Uranoxid-Ion (UO+) gemessen.
Da die Ausbeute des Sputterings je nach Art der Ionen unterschiedlich ausfällt, und durch Zunahme der Größe des erzeugten Mikrokraters, Einfluss von Ladungseffekten und andere Faktoren mit der Dauer des Vorgangs variiert, bildet die gemessene relative Häufigkeit der Ionen nicht die wirkliche relative Häufigkeit in der Probe ab. Korrekturfaktoren werden deshalb durch die Analyse von Standards gewonnen, deren Zusammensetzung bekannt ist, und durch den Vergleich mit der Analyse unbekannter Materialien. Diese Korrekturfaktoren gelten nur für die aktuelle Messung und müssen bei jeder Sitzung erneut durchgeführt werden.

## Standorte von SHRIMP-Instrumenten
Bis 2007 wurden 14 SHRIMP-Instrumente installiert, die meisten davon in Australien und Asien. Sechs Instrumente befinden sich in Australien, davon drei alleine an der Australian National University. Das von Deutschland nächstgelegene Gerät befindet sich in Warschau im Państwowy Instytut Geologiczny.